# Ксерогель
Ксерогель — специальный гель, из которого удалена жидкая среда. Благодаря этому он приобретает новые свойства: уменьшается пористость и уменьшается давление внутри геля. Аэрогель — специальная форма геля, из которого жидкая среда удалена таким образом, который позволяет предотвращать какое-либо сжатие или изменение структуры при удалении жидкости.

## Создание
Ксерогель сохраняет свой скелет, который образован шарообразными частицами, соприкасающимися друг с другом. Это позволяет сохранять форму. Процесс образования подобного геля длится очень долго.

## Свойства
Ксерогель обладает уникальными свойствами: он имеет большую пористость (15-50 %), притом величина каждой поры приблизительно равна 1-1.5 нанометрам. Кроме того, они сверхлёгкие (сотни м3 на грамм).